# Aasgier
De aasgier of witte krenggier (Neophron percnopterus) is een vogel uit de familie van havikachtigen (Accipitridae). De wetenschappelijke naam van de soort werd als Vultur percnopterus in 1758 gepubliceerd door Carl Linnaeus. Hij is de kleinste gierensoort en leeft in Zuid-Europa, Afrika en Zuid-Azië.

## Kenmerken
De aasgier is 54 tot 70 cm lang en 1,6 tot 2,4 kg zwaar en heeft een spanwijdte van 146-175 cm.
Het is een middelgrote gier met een karakteristiek vliegsilhouet waarbij de wigvormige staart het meest opvalt. Volwassen vogels zijn wit met zwarte arm- en handpennen. Verder heeft deze gier een opvallend smalle snavel en heeft een geel gekleurde naakte huid rond het oog. Onvolwassen vogels zijn geheel donkerbruin en worden geleidelijk steeds lichter tot ze na circa vijf jaar helemaal wit met zwart zijn. In zit lijken volwassen vogels bijna helemaal wit omdat de zwarte vleugelpennen verborgen zitten onder de witte bovenvleugeldekveren.

## Leefwijze
Aasgieren zijn alleseters. Ze hebben de gewoonte om eieren van bijvoorbeeld struisvogels met steentjes open te breken. Deze laten ze op grote hoogtes vanuit de lucht op de eieren neervallen. Omdat ze zo klein zijn, moeten ze steeds genoegen nemen met de restjes van een karkas.

## Ondersoorten
Er worden drie ondersoorten onderscheiden:
- N. p. percnopterus (Zuid-Europa, Nabije Oosten, Afrika)
- N. p. ginginianus (Nepal en India)
- N. p. majorensis (Canarische Eilanden)

## Verspreiding
De aasgier komt voor in zowel laagland als berggebieden, meestal in open landschappen in droog terrein, maar ook wel in de buurt van menselijke nederzettingen. De aasgier nestelt in bergachtige streken op rotsrichels, maar soms ook wel in grote bomen en zelfs gebouwen (in India) en elektriciteitsmasten.
De ondersoort uit Europa en Zuid-Azië trekt in de winter naar Afrika.

## Bedreiging
De aasgier stond in 2004 nog als niet bedreigd op de Rode Lijst van de IUCN. Sinds 2004 neemt deze gier snel in aantal af in India als gevolg van het veelvuldige gebruik van de ontstekingsremmer Diclofenac in de veeteelt. Ook in Europa neemt de populatie af, naar schatting met meer dan 50% over de laatste 42 jaar. Dit is slechts 1,7% per jaar, maar ook: 50% achteruitgang na drie generaties van deze relatief lang levende vogels. Ook hoogspanningsmasten en elektriciteitsleidingen vormen een bedreiging, naast sterfte door bewust vergiftigde kadavers ter bestrijding van roofdieren. De grootte van de populatie in Europa is hoogstens 15.000 individuen en vormt minder dan 50% van de wereldpopulatie. BirdLife International schatte in 2020 de wereldpopulatie op 12,4 tot 36 duizend volwassen aasgieren. Om deze redenen staat de aasgier als bedreigd op de Rode Lijst.

### Voorkomen in Nederland
De aasgier is dwaalgast in West-Europa. Er zijn in Nederland twee gedocumenteerde waarnemingen van (niet uit gevangenschap ontsnapte) aasgieren.

## Galerij

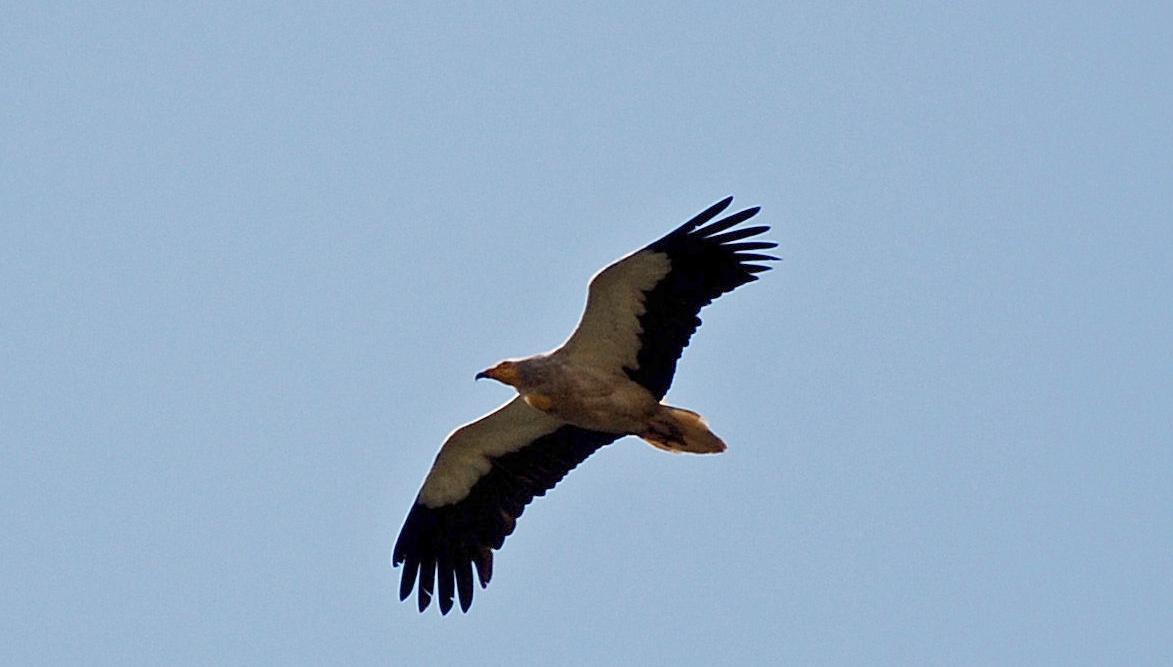
Typisch vliegbeeld
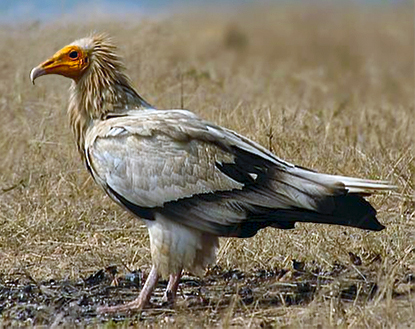
Onvolwassen aasgier
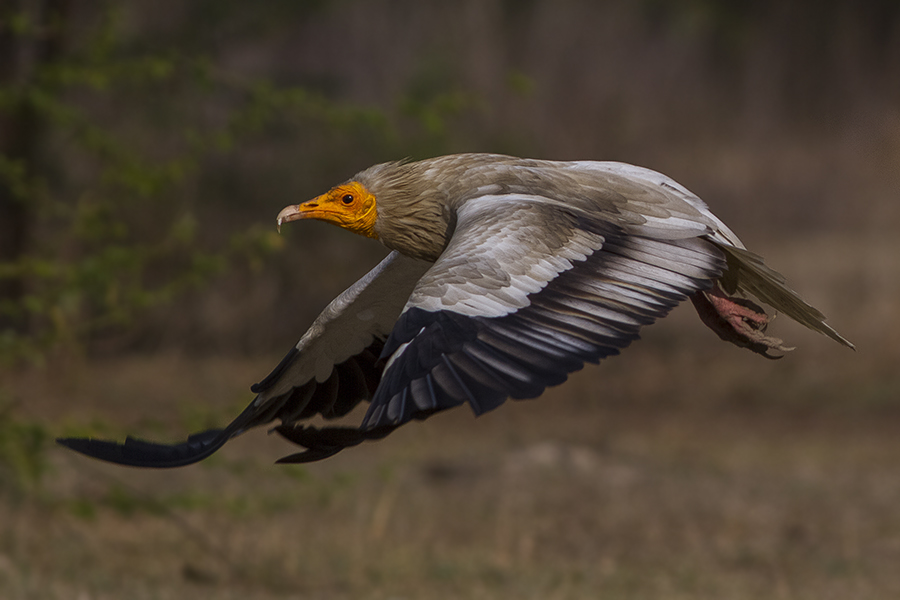
Aasgier in vlucht
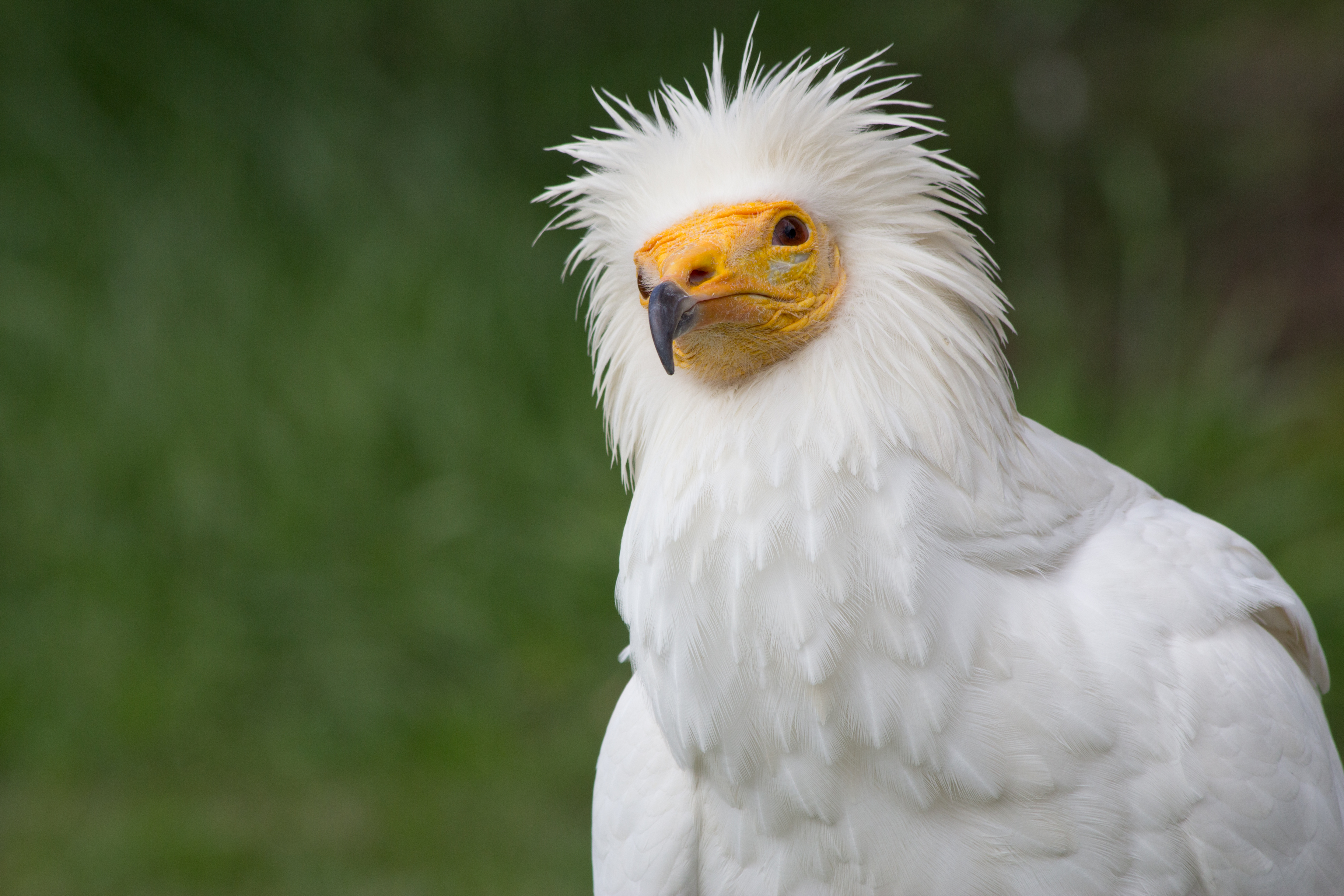
Kop van de aasgier

## Symboolfunctie
In het Oude Egypte waren de aasgieren heilig en gewijd aan de godin Isis en zij werden wettelijk beschermd door de Farao's. Er bestaat een consonantische hiëroglief met de afbeelding van een aasgier die staat voor de glottisslag.